# Moto Racer Advance
Moto Racer Advance est un jeu vidéo de course développé par Adeline Software International et édité par Ubisoft, sorti en 2002 sur Game Boy Advance.

## Accueil
- GameZone : 7/10[1]
- IGN : 9/10[2]
- Jeuxvideo.com : 12/20[3]